# Subaru Legacy
Subaru Legacy — автомобілі середнього класу (Клас D), що виробляються концерном Subaru з 1989 року.

## Перше покоління Тип BC/BJF (1989-1994)

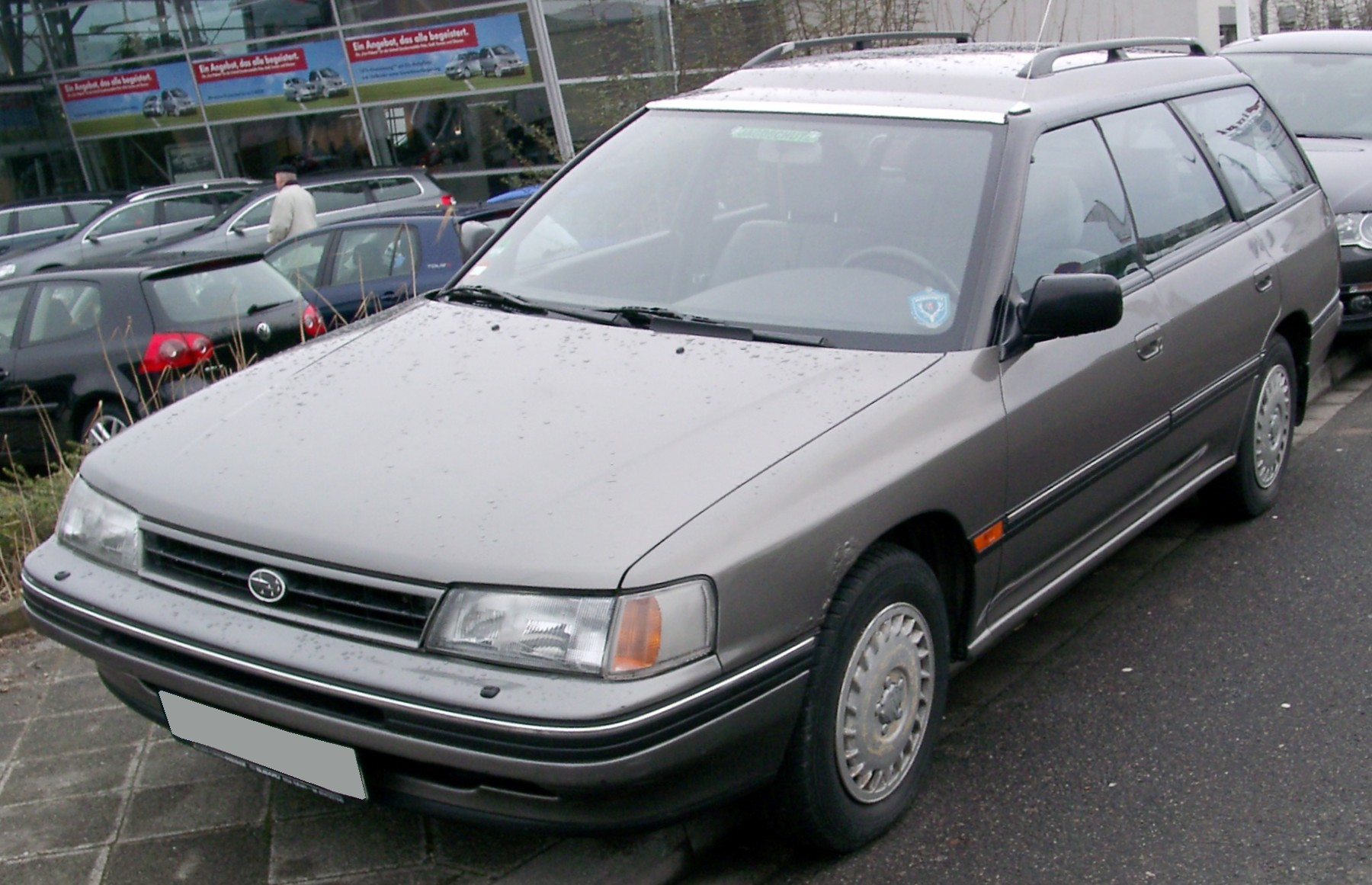
Subaru Legacy 1

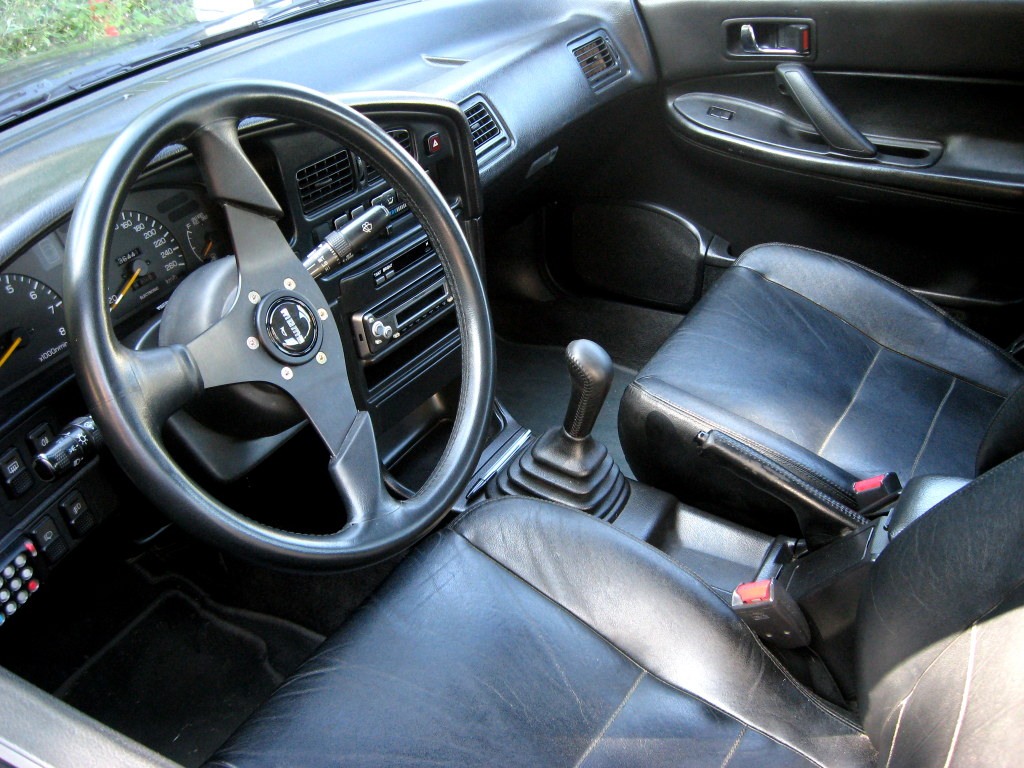
Subaru Legacy 1

В 1987 році на мотор-шоу в Чикаго був показаний концепт з ім'ям Legacy.
В 1989 році на ринку з'явилася серійна машина. Legacy - перший автомобіль Субару, який отримав дволітровий двигун. Флагман випускався з кузовами седан і універсал. Автомобіль оснащувався опційно повним приводом і регульованою підвіскою, а також відрізнявся багатим на ті часи оснащенням, включаючи чотирьохканальних антиблокувальну систему (ABS). Сімейство Legacy оснащувалося атмосферними і наддувними опозитними чотирициліндровими бензиновими двигунами потужністю 102-280 к.с. Перше покоління Legacy відзначилося в чемпіонаті світу з ралі.

### Двигуни

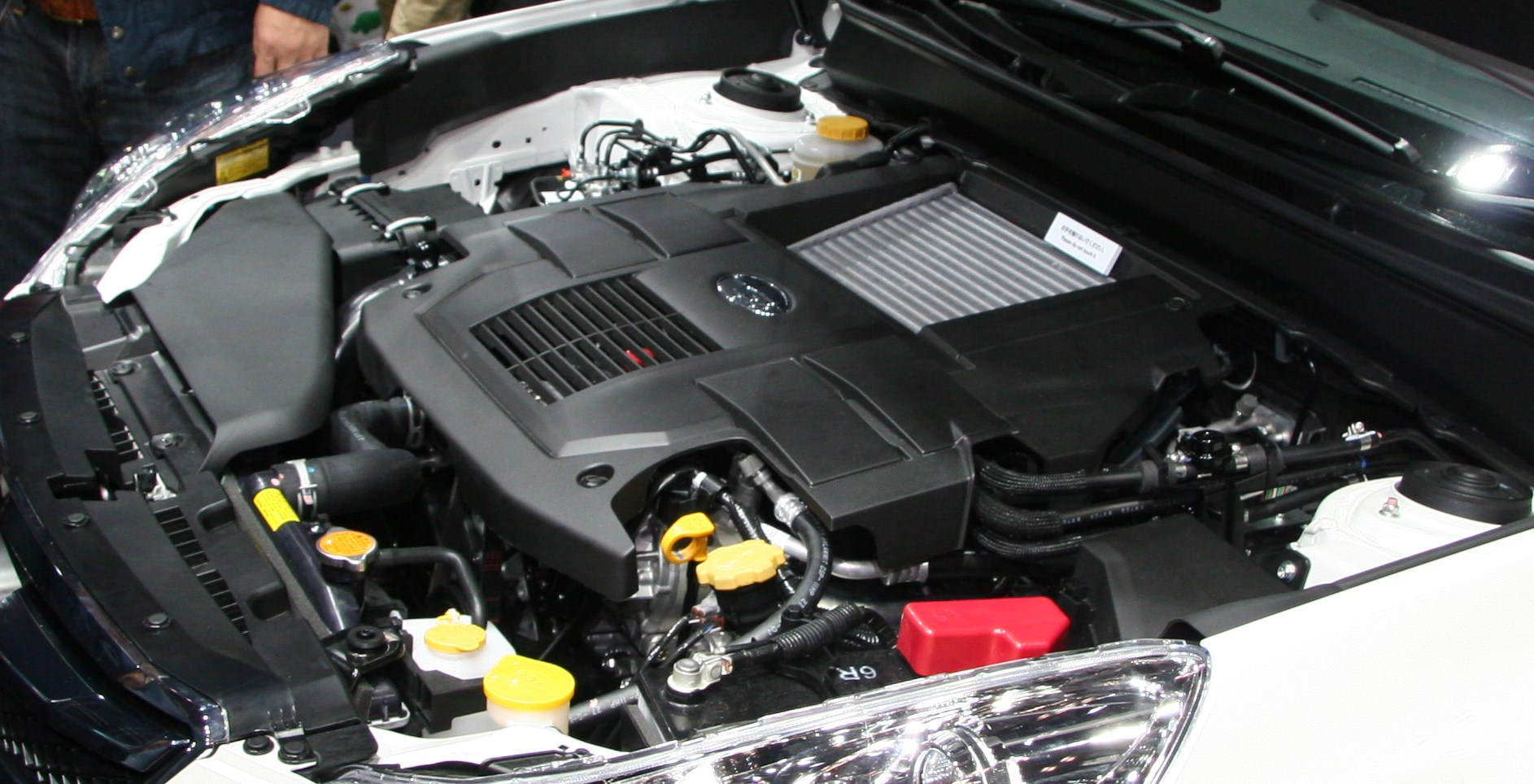
EJ25 Dual AVCS Turbo

- 1.8 L EJ18 H4
- 2.0 L EJ20E H4
- 2.0 L EJ20D DOHC H4
- 2.0 L EJ20G DOHC turbo H4
- 2.2 L EJ22/E H4
- 2.2 L EJ22T turbo H4
- 2.0 L EJ20G DOHC turbo H4 (STi Touring Wagon)

## Друге покоління Тип BD/BG (1994-1999)

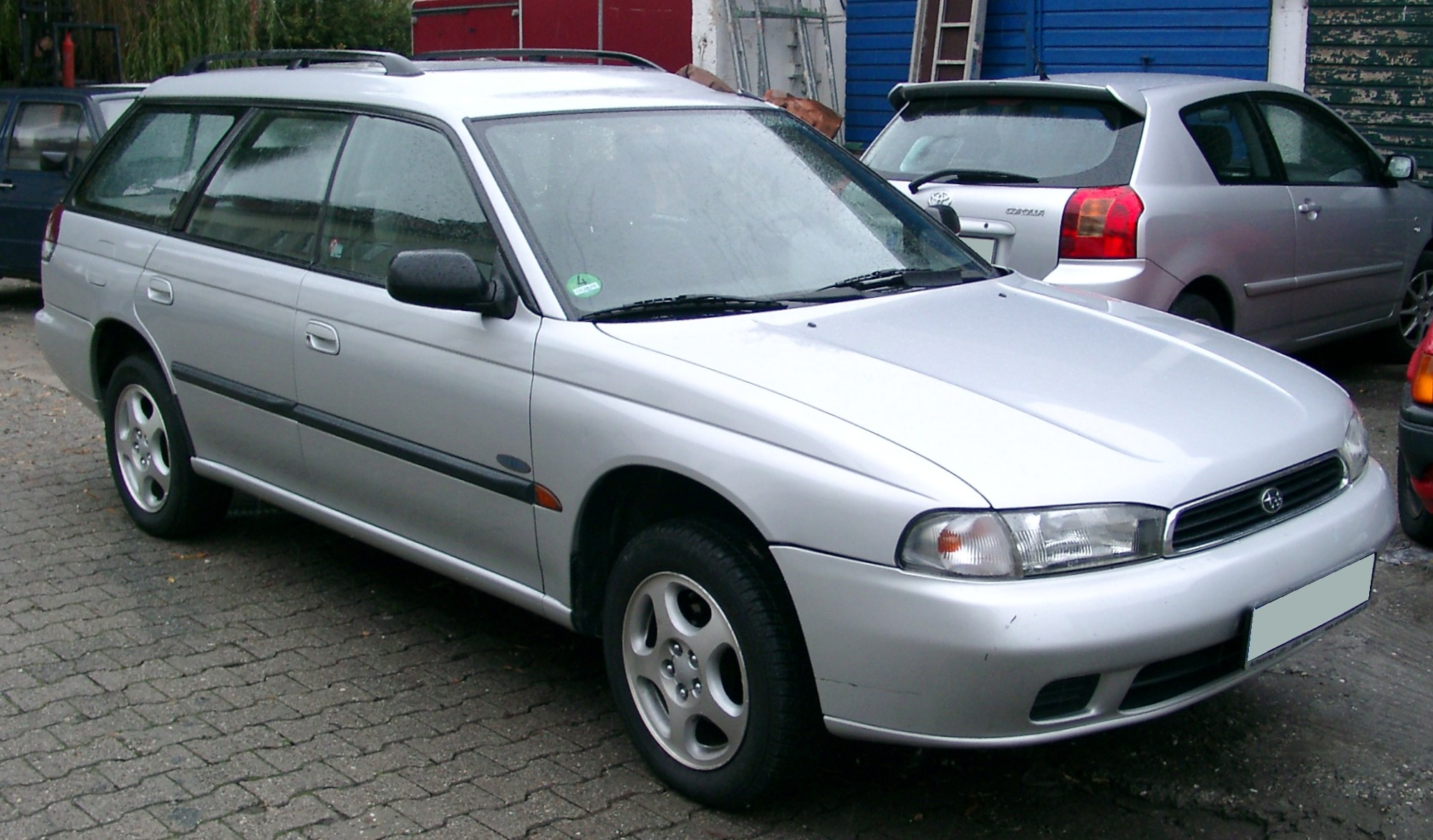
Subaru Legacy 2

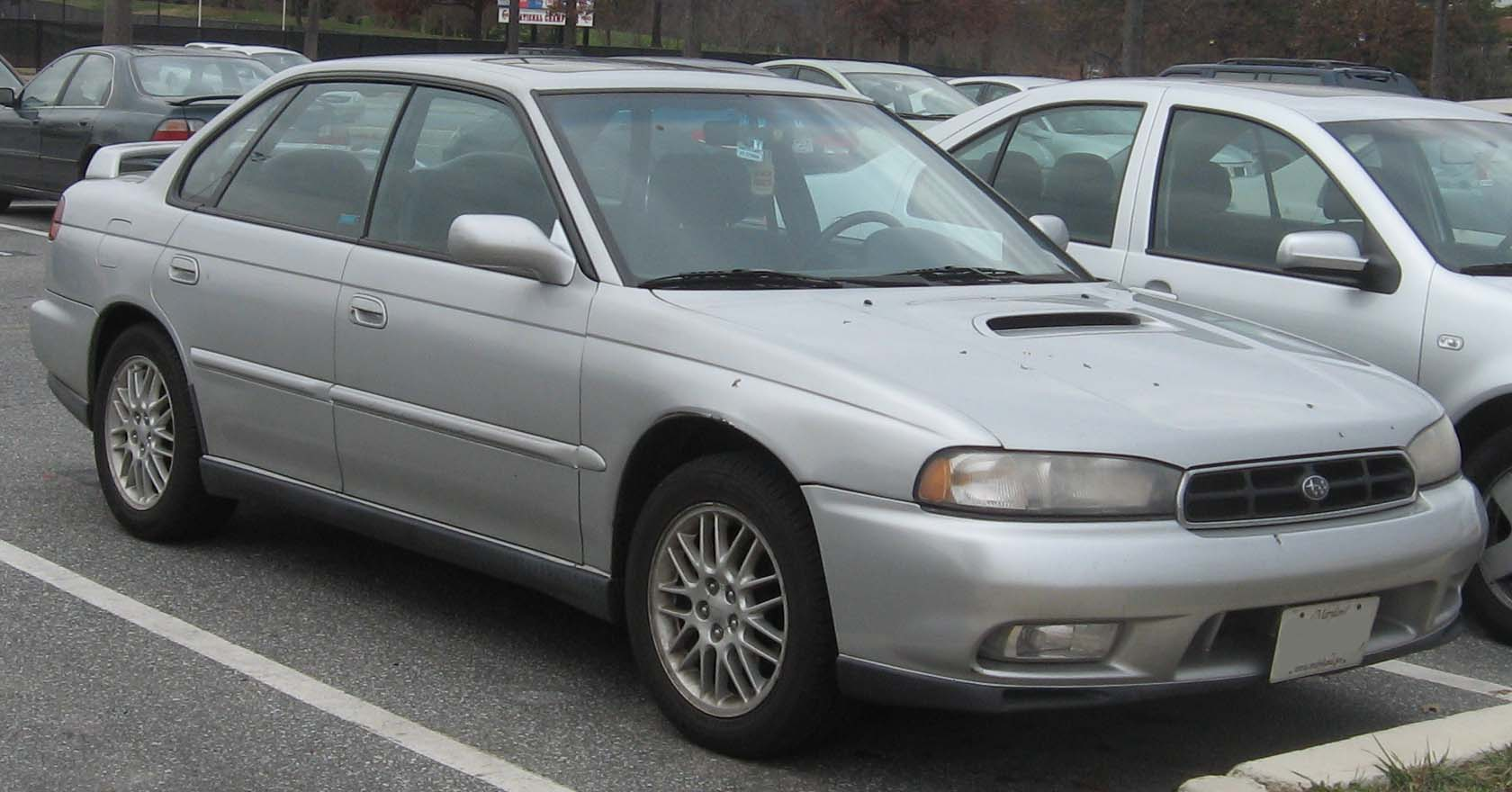
Subaru Legacy 2

Друге покоління дебютувало в 1993 році. Дизайном займався Олів'є Буле. Довжину колісної бази Legacy збільшили на 50 мм - до 2630 мм, виросли і загальні габарити. Крім того, для головного ринку - США - всі машини вже "в базі" вирішено було оснащувати повним приводом. Двигуни залишилися чотирициліндровими, але найслабші версії зникли. На верхівці як і раніше був турбомотор 2.2 потужністю 280 к.с. Залишилися колишніми і коробки - п'ятиступінчаста МКПП і чотирьохдіапазонна АКПП. В цьому ж поколінні дебютувала позашляхова версія Outback в кузовах седан і універсал. Машини оснащувалися повним приводом, регульованою підвіскою і збільшеним до 185 мм дорожнім просвітом.

### Двигуни
- 2.0 L EJ20 H4 SOHC 135 к.с.
- 2.0 L EJ20 H4 DOHC 150 к.с.
- 2.2 L EJ22 H4 SOHC 137 к.с.
- 2.5 L EJ25 H4 DOHC 165 к.с.
- 2.0 L EJ20 H4 DOHC twin turbo EJ20 276 к.с.

## Третє покоління Тип BE/BH (1999-2003)

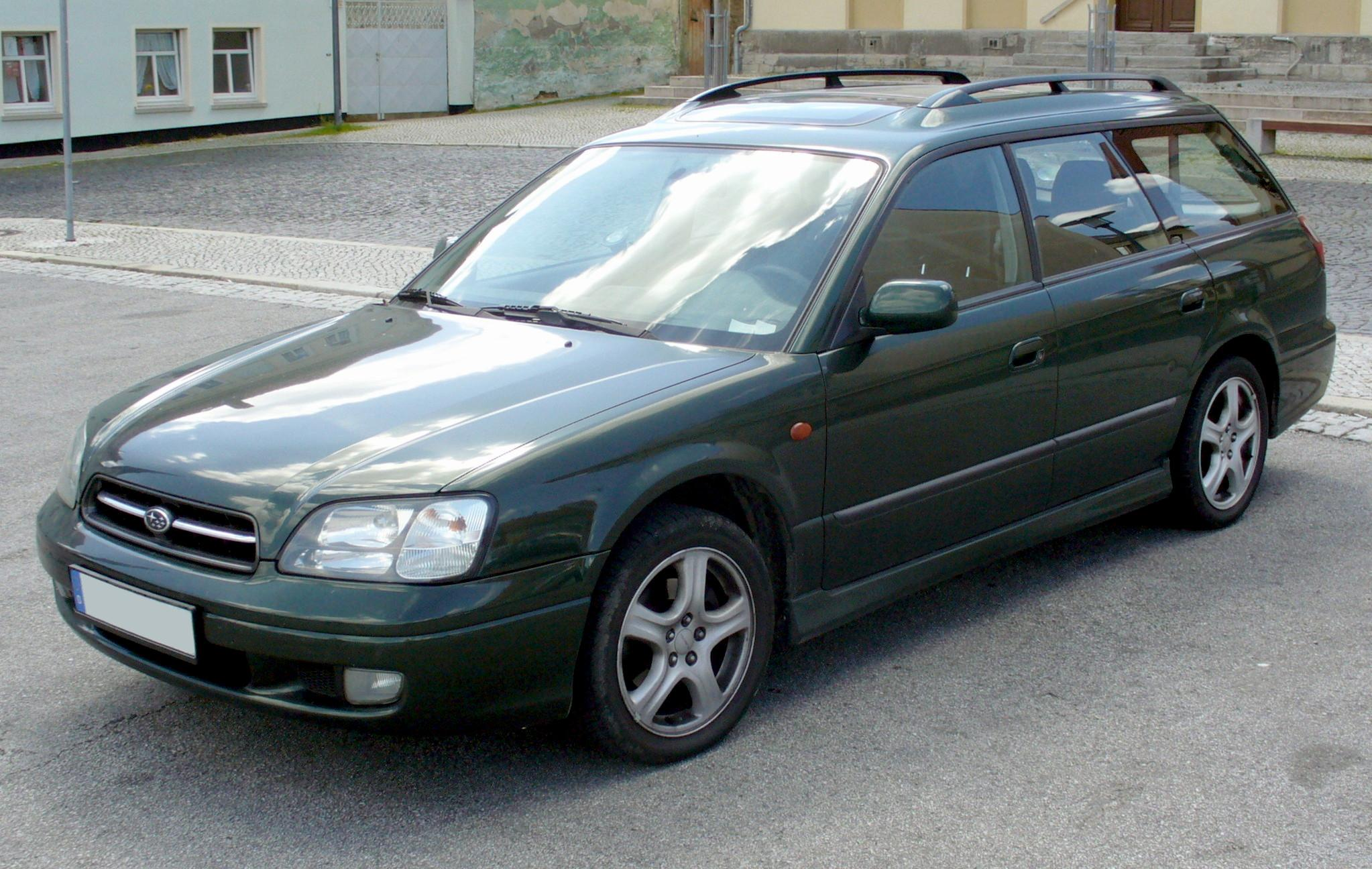
Subaru Legacy 3

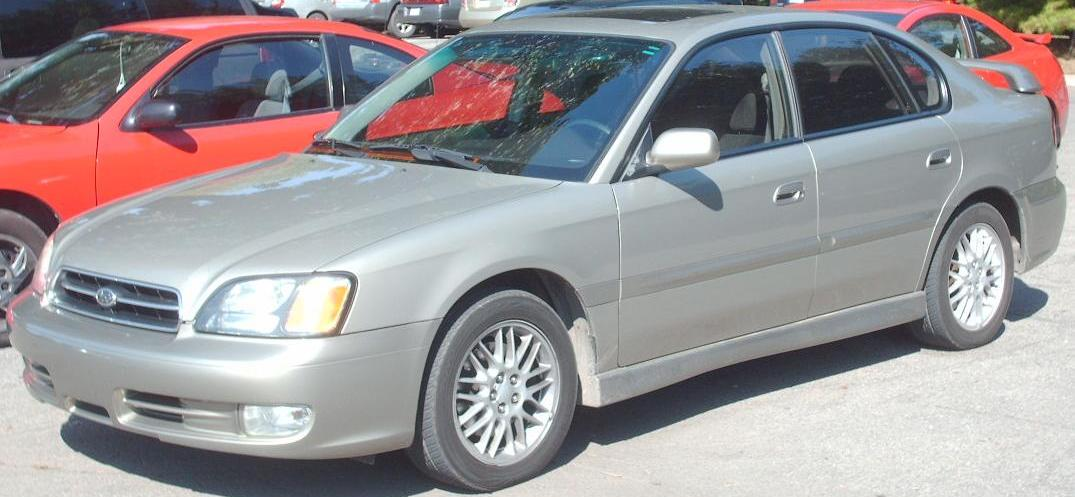
Subaru Legacy 3

У червні 1998 року з'явилося третє покоління моделі. Конкретно в цій генерації Legacy вже для всіх глобальних ринків стали оснащувати незмінним повним приводом «в базі». Крім того, в 2000-му жителі Країни висхідного сонця випустили версію з рідкісним типом мотора - оппозитною шісткою обсягом 3,0 л і потужністю 209 к.с. У тому ж році універсал Outback визнали окремою моделлю, позбавивши назви Legacy. У 2001 році побачила світ спецверсія автомобіля - Blitzen. Її розробляли разом з інженерами компанії Porsche, які не тільки вигадали дизайн коліс і аеродинамічного обважування, а й поділилися з японцями секвентальним методом «автомата». Ну, а найбожевільнішою модифікацією була STI (S400 і S401) з дволітровим 289-сильним (343 Нм) турбомотором і шестиступінчастою "механікою", важкодоступній для повсякденних версій. Всього було випущено 800 таких машин. Ще однією захоплюючою інтерпретацією Legacy став пікап Baja на базі моделі Outback для ринку США, але після чотирьох років виробництва (2003-2006) через слабкі продажі (трохи більше 30 тисяч машин) автомобіль зі складального потоку зняли.

### Двигуни
- 2.0 L SOHC 125 к.с. H4
- 2.0 L DOHC 165 к.с. H4
- 2.0 L DOHC 280 к.с. twin turbo H4 МКПП
- 2.0 L DOHC 265 к.с. twin turbo H4 АКПП
- 2.5 L SOHC 165 к.с. H4
- 3.0 L DOHC H4 220 к.с. при 6000 об/хв 289 Нм при 4400 об/хв

## Четверте покоління Тип BL/BP (2003-2009)

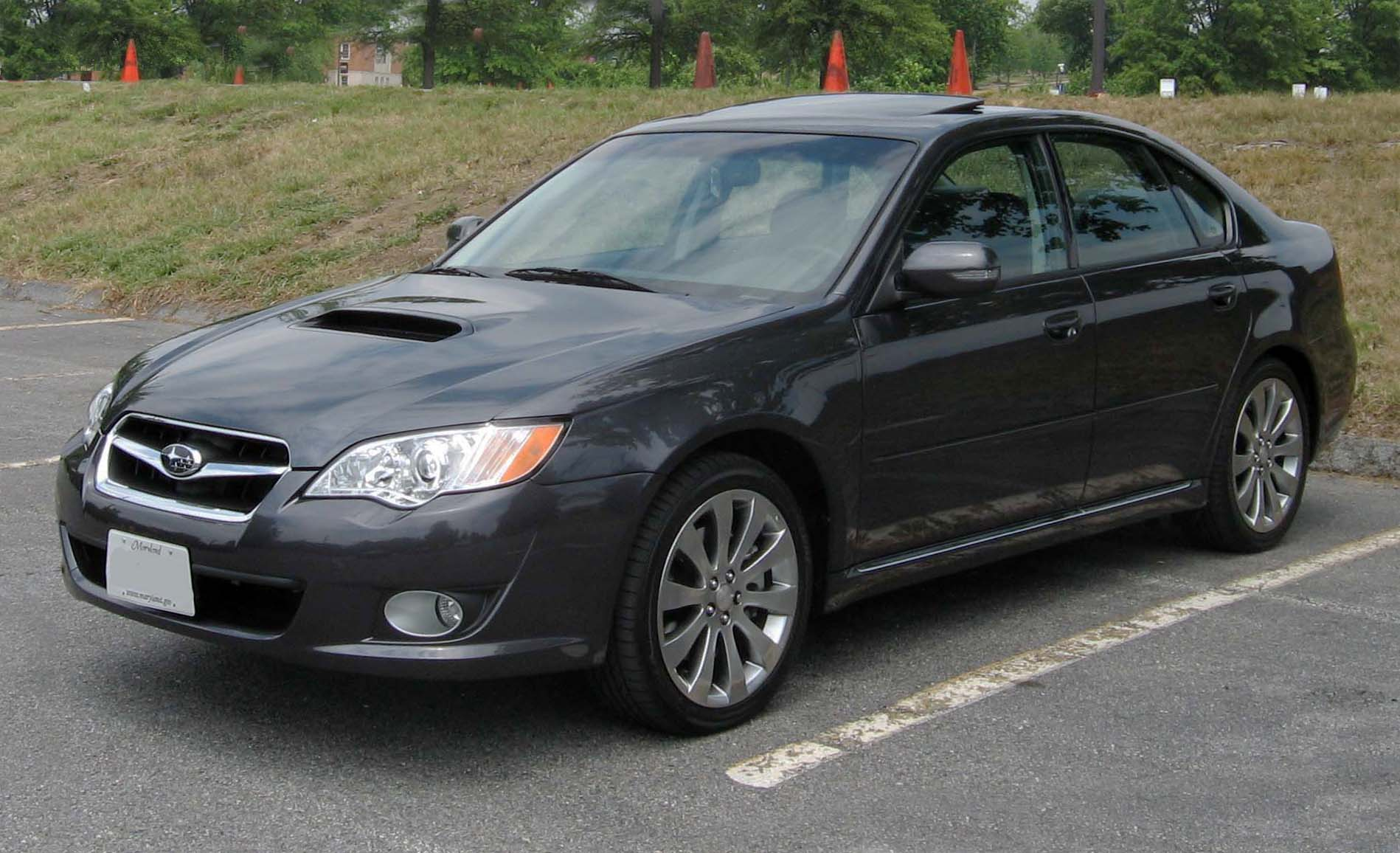
Subaru Legacy 4

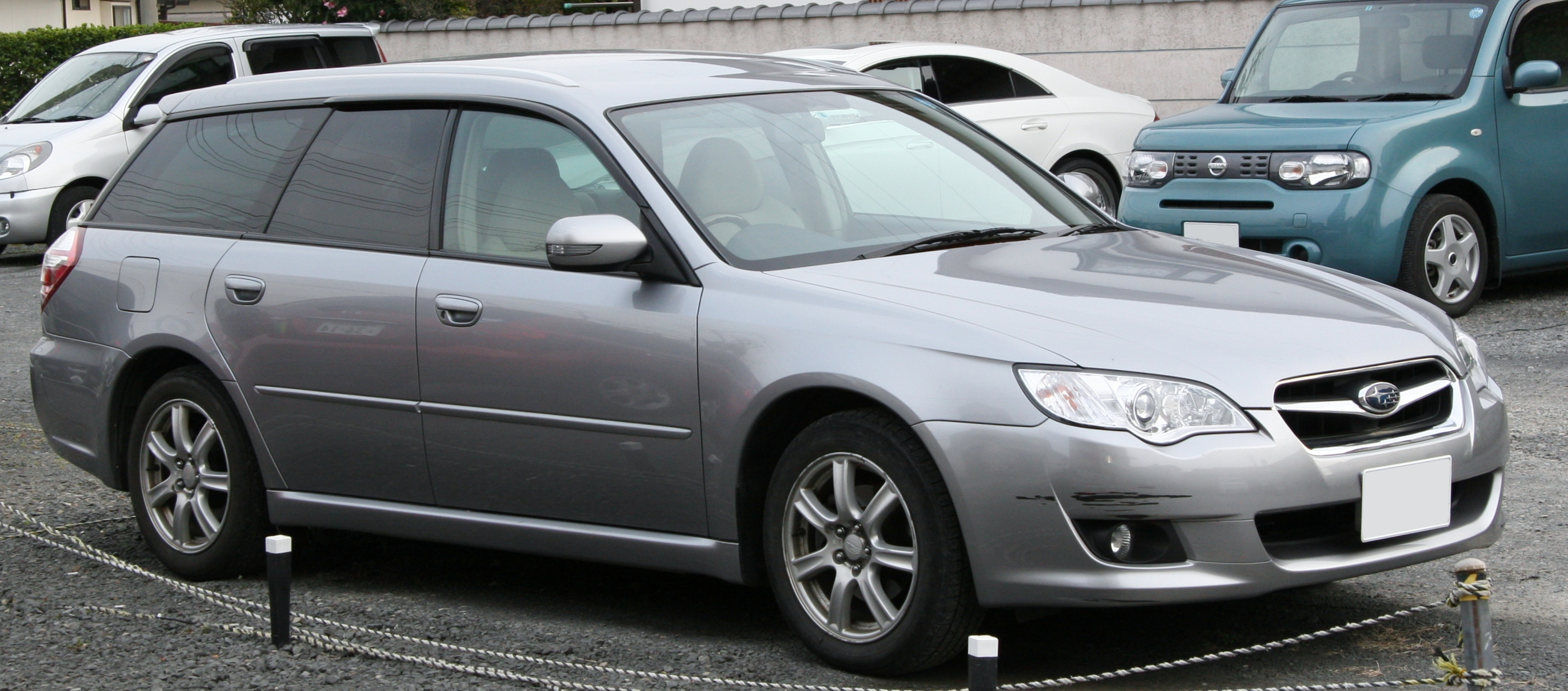
Subaru Legacy 4

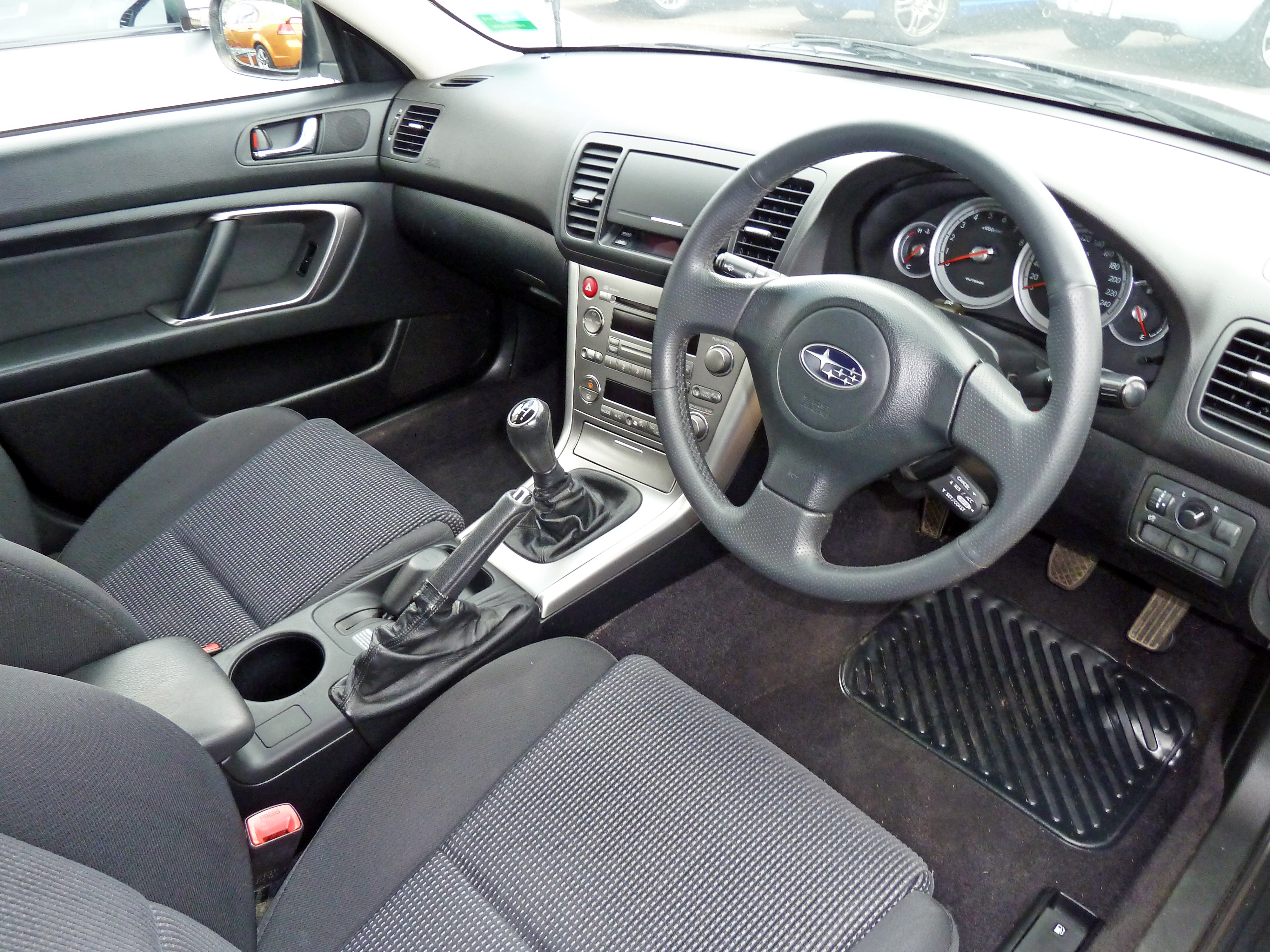

23-го травня 2003-го року, Fuji Heavy Industries представила оновлену Legacy, відому як BL для моделей седана і BP - для універсала. Випуск був початий в 2004 році.
У нової Legacy підвіска була модифікована і зроблена жорсткішою, і це позначило повернення турбо-двигунів на автомобілях Legacy, що поставляються в Північну Америку. 2.5 літровий двигун був запозичений у північноамериканської Impreza WRX STI. Завдяки прогресу в технологіях турбо-двигунів і посилення норм і стандартів вихлопу газу, система twin-turbo була знята з виробництва. Турбовані моделі і H6 першими отримали 5-ти ступінчасту автоматичну трансмісію, забезпеченою технологією SportShift, запатентованої фірмою Prodrive, Ltd.
У модельному ряду 2008 року Legacy універсал і Outback седан були зняті з продажу в Сполучених Штатах, залишилися Legacy седан і Outback універсал. У Канаді продажі універсала Legacy були продовжені. Також в 2008 році в Північній Америці почалися продажі седана Legacy з двигуном 3.0 L Flat-6. На седан Outback Flat-6 встановлюється з 2000 року.
З 10 травня 2008 року Legacy, вироблена для японського ринку, може оснащуватися новою опцією безпеки, названої EyeSight. Вона складається з двох камер, по одній з кожного боку дзеркала заднього виду, що використовуються для оцінки відстані до транспорту який їде попереду. Система допомагає підтримувати безпечну відстань на трасі, оповіщає водія в різних небезпечних ситуаціях, і може навіть стежити за появою пішоходів. У EyeSight була також вбудована автономна система круїз-контролю.
З березня 2008 року почався випуск дизельного опозитного двигуна для моделей Legacy і Outback 
.
Доступна тільки ручна 5-ступінчаста коробка передач
.
Дизельні Legacy і Outback були вперше офіційно представлені на автошоу в Женеві в березні 2008 року.
В серпні 2007 року знаменита компанія Subaru Tecnica International, що займається тюнінгом автомобілів Subaru, представила Legacy «Tuned by STI». Пакет доопрацювань складається з:
- 18-дюймових алюмінієвих дисків STI
- Шин Potenza RE050A 225/40R18
- Амортизаторів Bilstein
- Доопрацьований пружин підвіски
- Доопрацьованого ECU
- Доопрацьованого TCU для машин з автоматичною трансмісією
- Спортивного глушника STI
- Комбінованої обробки салону (шкірою/алькантрою)
- Спідометра з градацією до 260 км/год.
У червні 2008 року в Японії почалися продажі Legacy S402 з тюнінгом від STI. В результаті роботи інженерів STI, Legacy отримала 2,5 літровий турбований двигун, допрацьований ECU, розширені арки передніх коліс, збільшену чутливість рульового управління, кермо Momo, амортизатори Bilstein, гальма Brembo і шини Bridgestone Potenza.

### Двигуни
- 2.0L SOHC EJ20 H4
- 2.0L DOHC EJ20 H4
- 2.0L DOHC Turbo EJ20 H4
- 2.0L DOHC TD EE20 H4
- 2.5L SOHC EJ253 H4
- 2.5L DOHC Turbo EJ255 H4
- 3.0L EZ30 DOHC H6

## П'яте покоління Тип BR/BM (2009-2014)

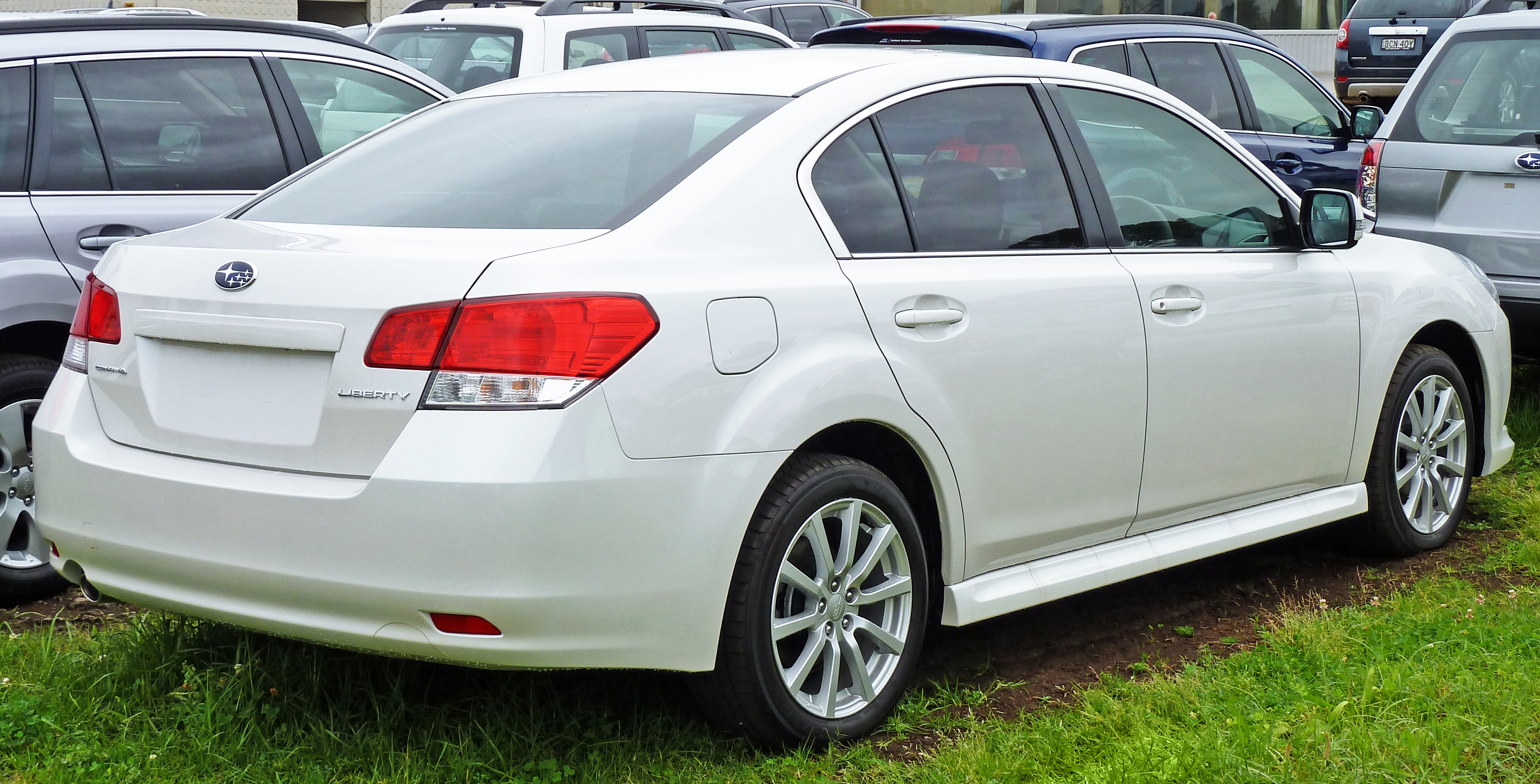
Subaru Legacy 5 седан

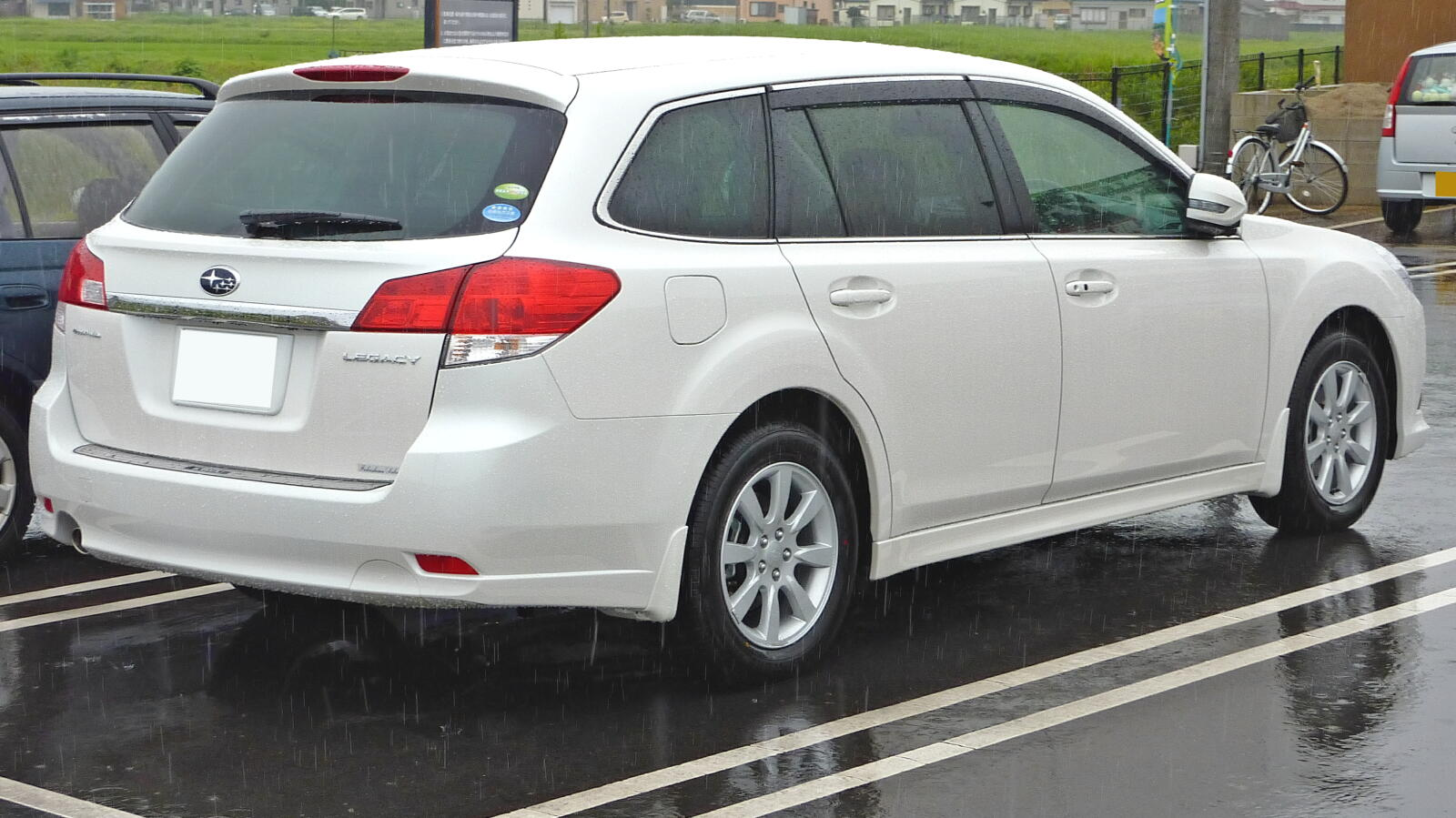
Subaru Legacy 5 універсал

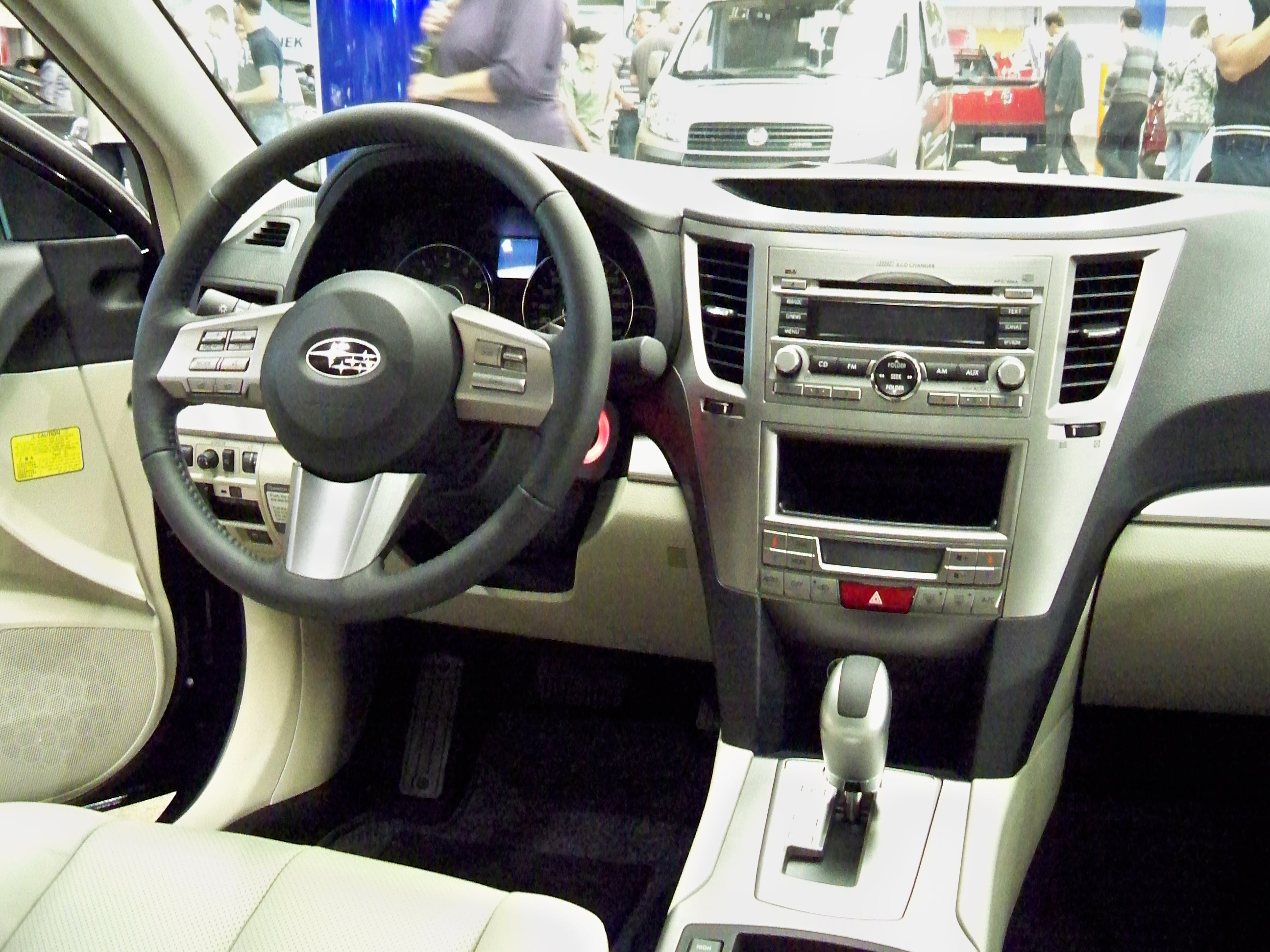

Седан Subaru Legacy п'ятого покоління став помітно крупнішим: колісна база «розтягнута» на 80 мм, автомобіль додав у довжину, ширину і в висоту.
У нового Subaru Legacy цікава гамма силових агрегатів, хоча двигунів власне лише пара - поки що. По-перше, 2,46-літровий 16-клапанник - в своїй основі перевірений EJ25. У двох версіях: безкомпресорній і з турбонаддувом. Без наддуву «четвірка» розвиває до 170 к.с. при 5600 об/хв, найбільший крутний момент - 230 Нм. Тоді як з турбокомпресором (і проміжним охолодженням повітря, що нагнітається) «четвірка» видає до 265 кінських сил при тих же оборотах. Максимальний крутний момент - 350 Нм.
По-друге, незрівнянна плоска «шістка», яка досі монтувалася на шасі Tribeca. При діаметрі циліндрів і ході поршнів 92х91 мм робочий об'єм суцільноалюмініевого 24-клапанного двигуна дорівнює 3630 см3. Максимальна потужність «шістки» - 256 к.с. при 6000 об/хв, найбільший момент - 335 Нм. Без жодного наддуву. "Четвірки" стикуються з ручною 6-ступінчастою КПП, тоді як 6-циліндровий оппозитник комплектується 5-швидкісним гідромеханічним «автоматом». Причому для 170-сильного 16-клапанника передбачений також безступінчатий варіатор - ланцюговий CVT Lineartronic.
Об'єм багажника у американській модифікації 598 літрів. Європейський варіант - 528 літрів.

### Двигуни
| Модель                       | Роки виробництва        | Тип (код)                | Потужність при об/хв, Крутний момент при об/хв    |
| Двигуни для Пн. Америки      | Двигуни для Пн. Америки | Двигуни для Пн. Америки  | Двигуни для Пн. Америки                           |
| ---------------------------- | ----------------------- | ------------------------ | ------------------------------------------------- |
| 2.5i, PZEV (США)             | 2009-                   | 2457 см3 H4 (EJ25)       | 173 к.с. (127 кВт) при 5600, 230 Нм при 4000      |
| 2.5GT (США)                  | 2009-                   | 2457 см3 H4 turbo (EJ25) | 270 к.с. (198 кВт) при 5600, 350 Нм при 2000-5200 |
| 3.6R (США)                   | 2009-                   | 3630 см3 H6 (EZ36)       | 260 к.с. (191 кВт) при 6000, 335 Нм при 4400      |
| Двигуни для Японії           |                         |                          |                                                   |
| 2.5i (Японія)                | 2009-                   | 245 см3 H4 (EJ25)        | 170 к.с. (125 кВт) при 5600, 229 Нм при 4000      |
| 2.5GT (Японія)               | 2009-                   | 2457 см3 H4 turbo (EJ25) | 285 к.с. (210 кВт) при 6000, 350 Нм при 2000-5600 |
| 3.6R (Японія)                | 2009-                   | 3629 см3 H6 (EZ36)       | 260 к.с. (191 кВт) при 6000, 335 Нм при 4400      |
| Двигуни для Великої Британії |                         |                          |                                                   |
| 2.5i (Велика Британія)       | 2009-                   | 2457 см3 H4 (EJ25)       | 167 к.с. (123 кВт) при 5600, 229 Нм при 4000      |
| 2.0D (Велика Британія)       | 2009-                   | 1998 см3 H4 turbo (EE20) | 150 к.с. (110 кВт) при 3600, 350 Нм при 1800-2400 |
| Двигуни для Європи           |                         |                          |                                                   |
| 2.5i (Європа)                | 2009-                   | 2457 см3 H4 (EJ25)       | 167 к.с. (123 кВт) при 5600, 229 Нм при 4000      |
| 2.0D (Європа)                | 2009-                   | 1998 см3 H4 turbo (EE20) | 150 к.с. (110 кВт) при 3600, 350 Нм при 1800-2400 |
| 2.0i (Європа)                | 2009-                   | 1994 см3 H4 (EJ20)       | 150 к.с. (110 кВт) при 6000, 196 Нм при 3000      |
| Двигуни для Австралії        |                         |                          |                                                   |
| 2.5i (Австралія)             | 2009-                   | 2457 см3 H4 (EJ25)       | 173 к.с. (127 кВт) при 5600, 230 Нм при 4000      |
| 2.5GT (Австралія)            | 2009-                   | 2457 см3 H4 turbo (EJ25) | 270 к.с. (198 кВт) при 5600, 350 Нм при 2000-5200 |
| 3.6R (Австралія)             | 2009-                   | 3630 см3 H6 (EZ36)       | 260 к.с. (191 кВт) при 6000, 335 Нм при 4400      |

## Шосте покоління Тип BN (2014-2019)

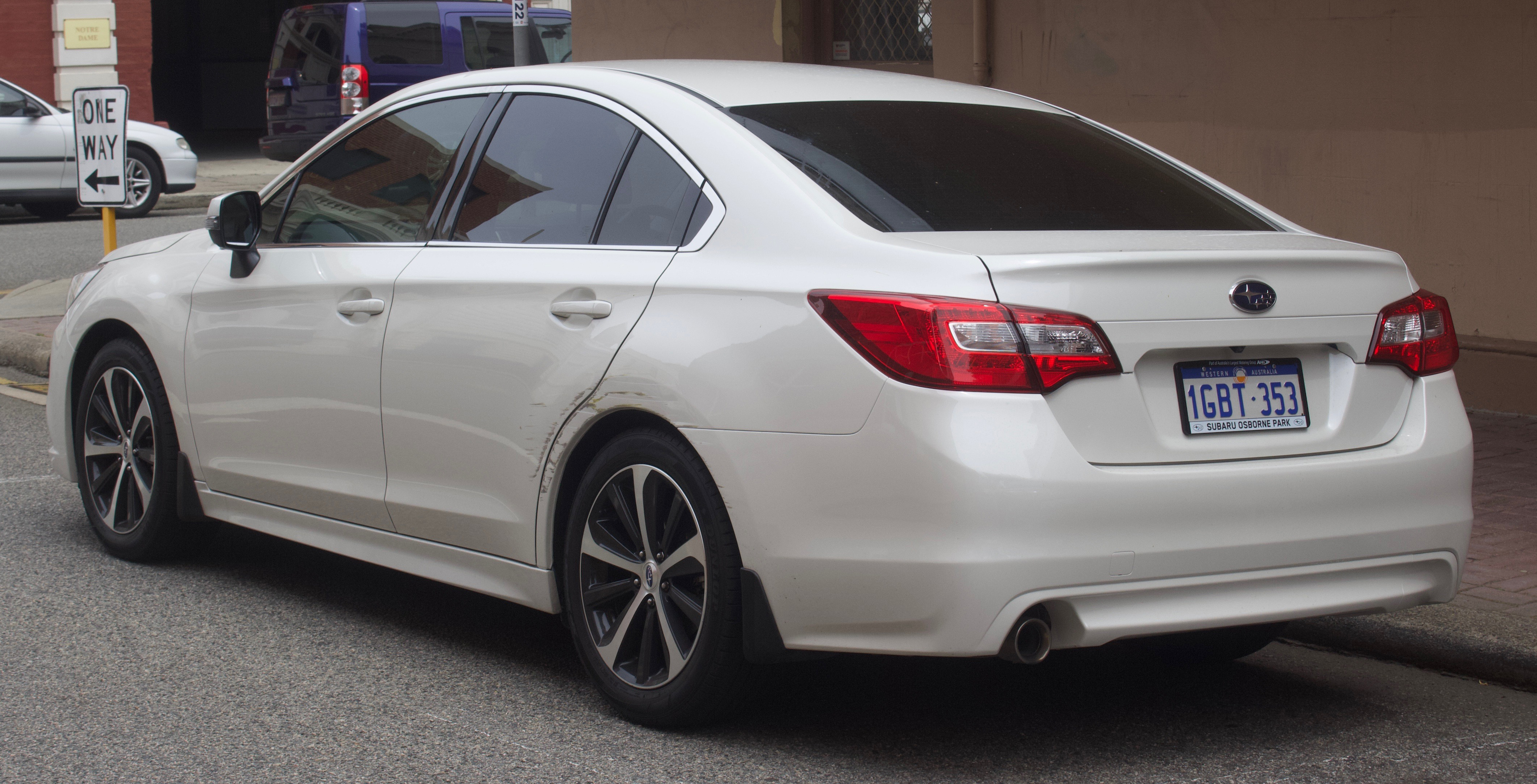
Subaru Liberty 6 седан

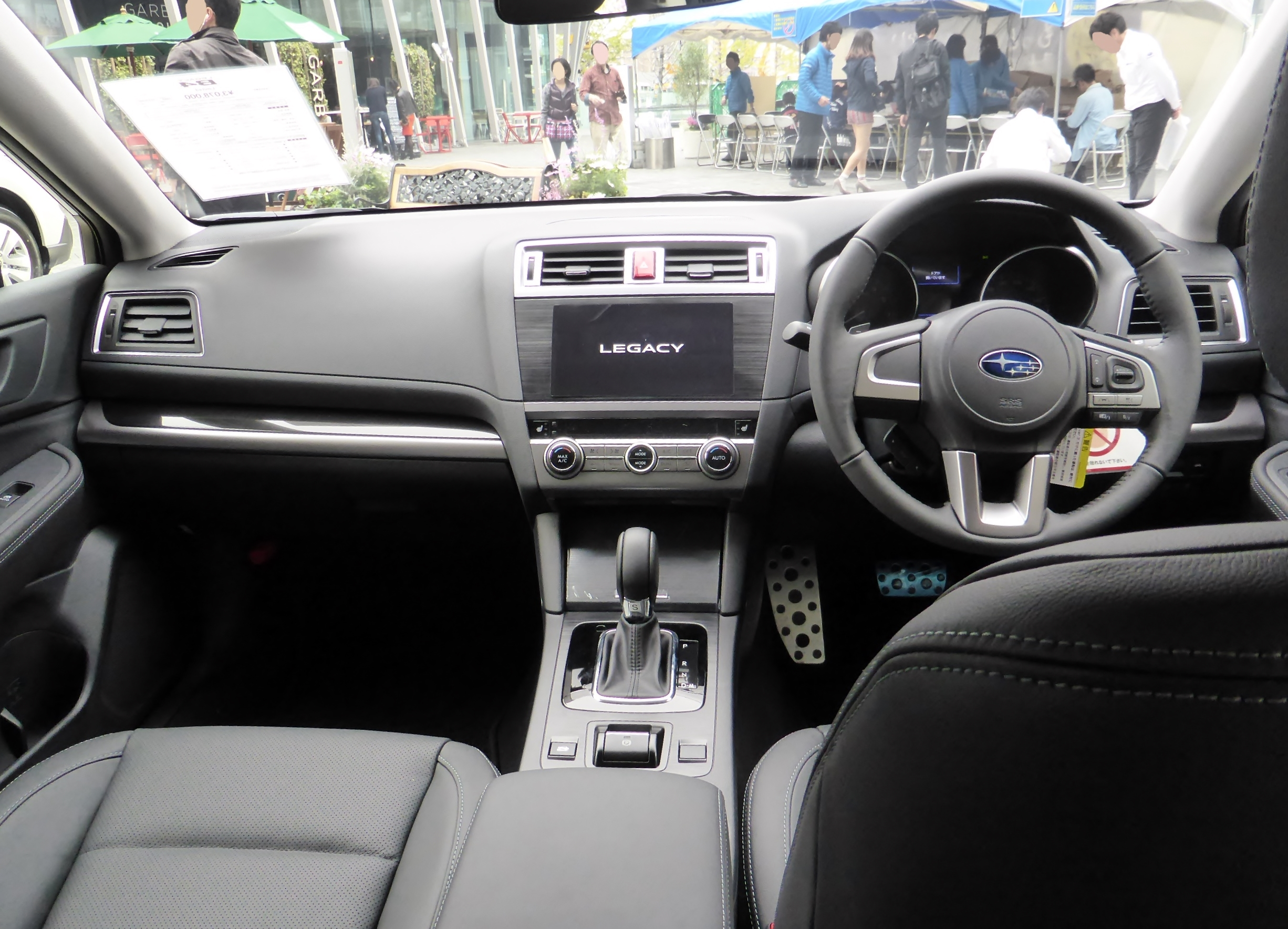
Subaru Legacy 6 седан

На автосалоні в Чикаго в лютому 2014 року представлено шосте покоління Subaru Legacy (BN9). Відтепер доступний тільки в кузові седан, універсал називається Subaru Levorg.
Автомобіль комплектується повним приводом All-Wheel Drive (AWD) та атмосферними опозитними бензиновими двигунами: 4-циліндровим 2.5 л FB25 (175 к.с. при 5800 об/хв і 236 Нм при 4000 об/хв) і 6-циліндровим 3.6 л з серії EZ (256 к.с. при 6000 об/хв і 335 Нм при 4400 об/хв).
Привабливий зовнішній дизайн, просторий салон з новітньою інформаційно-розважальною системою та технологією допомоги водієві – все це поєднується у сучасному сімейному автомобілі Subaru Legacy 2016. У 2016 році новий пакет безпеки «Starlink» було додано до комплектацій Premium і Limited, а система «EyeSight» була доповнена функцією допомоги дотримання смуги руху. Зворотній зв'язок рульового управління значно покращився, а за допомогою нової функції автоматичного вмикання/вимикання можна керувати і фарами, і склоочисниками. Седан Legacy 2016 постачається у чотирьох комплектаціях: 2.5i, 2.5i Premium, 2.5i Limited і 3.6R Limited. Базова модель 2.5i оснащена: безступінчастою автоматичною коробкою передач Lineartronic, 6.2-дюймовим сенсорним екраном інформаційно-розважальної системи з AM/FM/CD/HD радіо, Bluetooth, USB-входом, камерою заднього виду та 17-дюймовими колесами. Об'єм багажника у американській модифікації 598 літрів. Європейський варіант-528 літрів. Модель «Premium» додатково запропонує: водійське сидіння з електроприводом та можливістю налаштування у 10 режимах, підігрів передніх сидінь, покращену інформаційно-розважальну систему з 7-дюймовим екраном з двома USB-портами, двозонний клімат-контроль та акценти оздоблення зі штучної деревини. Модель «Limited» постачається: з аудіо системою «Harman Kardon», системою моніторингу сліпих зон, системою слідкування за розміткою та шкіряною обшивкою сидінь. У моделі 3.6R наявні шестициліндровий двигун та ксенонові фари.
Об'єм багажника у американській модифікації 598 літрів. Європейський варіант-528 літрів.

### Двигуни
- 2.0 L DOHC AVCS 148 к.с. H4 EJ20
- 2.0 L turbo DOHC AVCS 296 к.с. H4 FA20
- 2.0 L DOHC turbodiesel 148 к.с. H4 EE20
- 2.5 L SOHC i-AVLS 170 к.с. H4 EJ25
- 2.5 L DOHC DAVCS 170 к.с. H4 FB25
- 2.5 L turbo DOHC DAVCS 265 к.с. H4 EJ25
- 3.6 L DOHC DAVCS 256 к.с. H6 EZ36

## Сьоме покоління Тип BW (2019-2025)

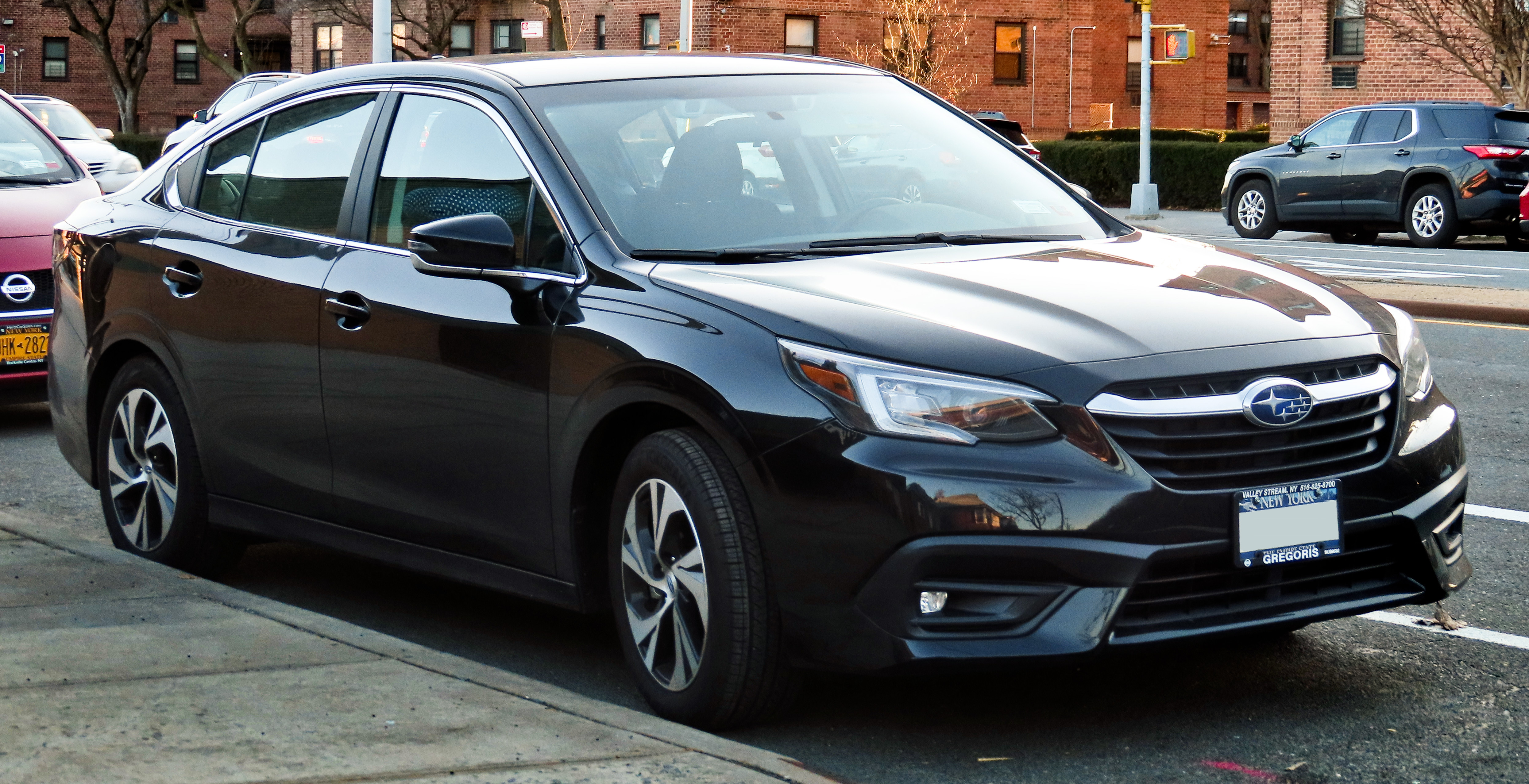
Subaru Legacy Premium AWD

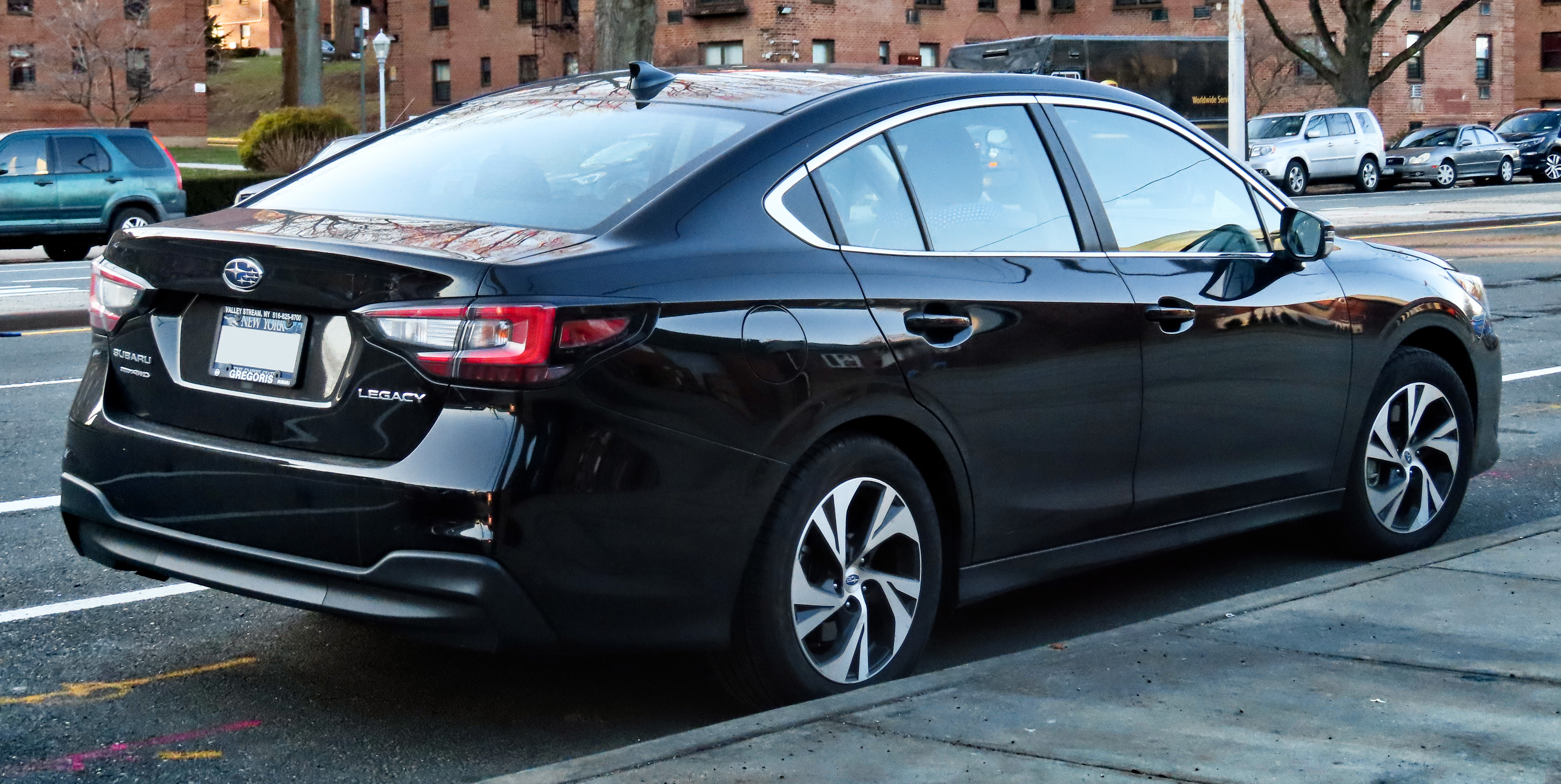

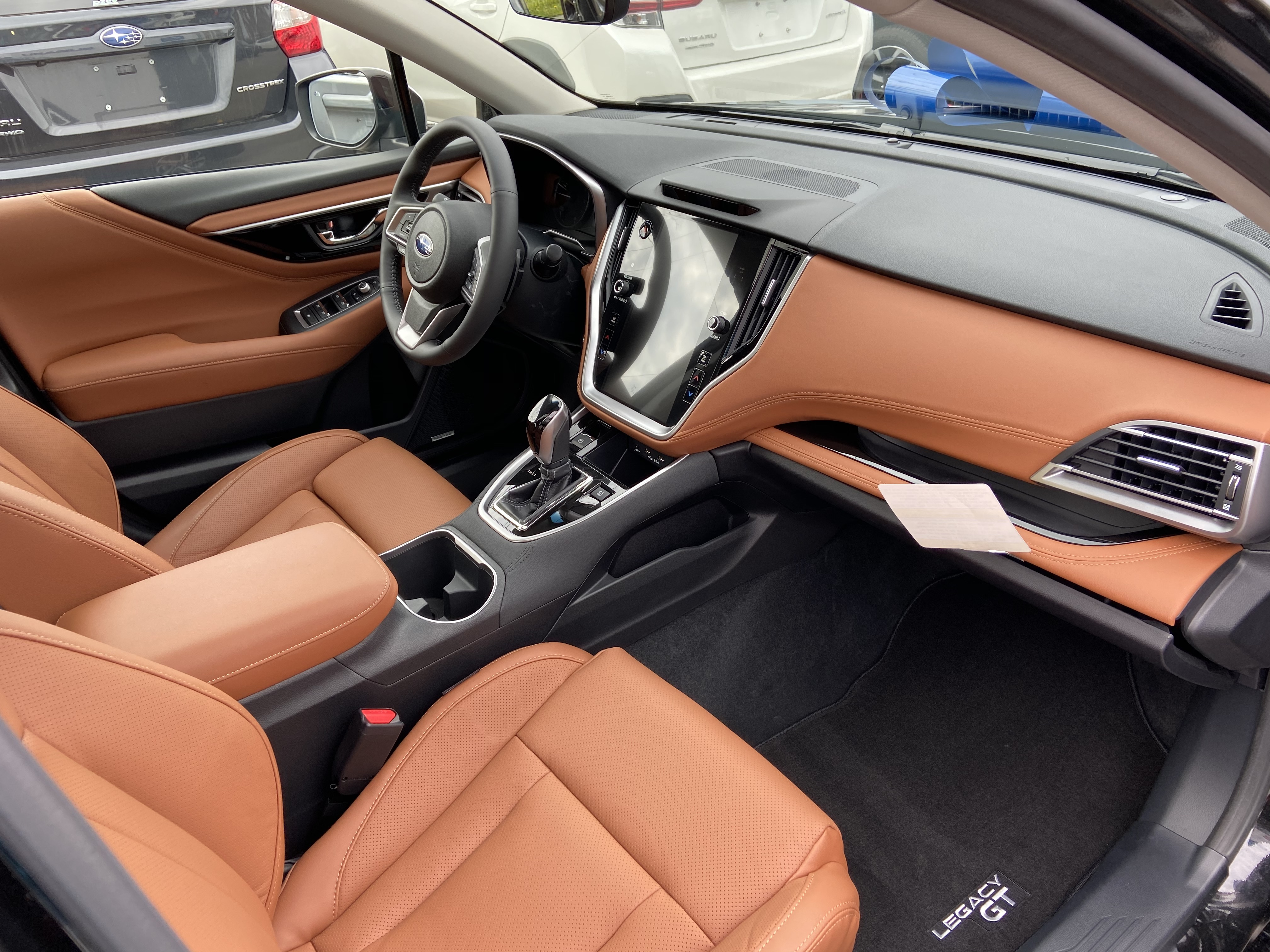

Subaru Legacy (сьоме покоління) дебютував на автосалоні в Чикаго 7 лютого 2019 року, щоб продатись у автосалонах США, починаючи з третього кварталу 2019 року. Legacy 2020 року була перенесена на Глобальну платформу Subaru (SGP). Його зовнішній вигляд схожий на модель попереднього покоління, але фари та задні фари трохи змінені. Зараз в салоні є 11,6-дюймовий сенсорний екран на всіх оздобленнях, крім базової моделі, яка має два 7-дюймові дисплеї.
Помітні механічні зміни включають оновлений базовий двигун, FB25 тепер оснащений прямим вприскуванням. Турбонаддувний 2,4-літровий FA24 чотирьохциліндровий опозитний двигун від Ascent, замінив старий атмосферний опозитник об'ємом 3,6 літра з кодовим найменуванням EZ36. 90% компонентів у новому FB25 є новими порівняно з його попередником.
З точки зору безпеки, існує нова додаткова система розпізнавання обличчя, яка використовує камери для попередження водія, якщо система виявить, що вони відволікаються або стомлюються.
Переглянута Outback була прем'єрована на міжнародному автосалоні в Нью-Йорку 17 квітня 2019 року, щоб продатись у автосалонах Сполучених Штатів, починаючи з осені 2019 року. Зміни та особливості відображають ті, які були зроблені у спадщину, [25] та підняте припинення Outback забезпечує мінімальний просвіт заземлення (220 мм) 8,7 дюйма.
У 2020 Subaru провели повний редизайн Legacy. Базовим двигуном став 2.5-літровий чотирьохциліндровий двигун на 185 кінських сил і 239 Нм з витратою 8.7 л/100км у міському, 6.7 л/100км у заміському і 7.7 л/100км у змішаному циклах. Топові версії комплектуються 2.4-літровим чотирьохциліндровим турбодвигуном на 260 кінських сил і 376 Нм. Його витрата 9.8 л/100км у місті, 7.3 л/100км за його межами і 8.5 л/100км у середньому. Обидва силові агрегати працюють в парі з варіатором.
У базу усіх Subaru Legacy увійшли інформаційно-розважальна система Starlink з 7.0-дюймовим сенсорним екраном, чотири динаміки стереосистеми, супутникове радіо, два USB порти та Apple CarPlay з Android Auto. Опціонально доступні: люк даху, двозонний автоматичний клімат-контроль, бездротова зарядка, аудіосистема на 6 динаміків, аудіосистема «Harman Kardon» на 12 динаміків, 11.6-дюймовий сенсорний екран, два додаткових USB порти та навігаційна система.
У 2021 модельному році седан Subaru Legacy отримав адаптивні фари в стандартній комплектації.
Автомобіль успішно пройшов тести на аварійність. Американські IIHS та NHTSA дали седану Субару Легасі найвищі оцінки в випробуваннях на перекидання, ударостійкість, лобове та бокове зіткнення.
Об'єм багажного відсіку Subaru Legacy 2022 року складає 427 літрів.
23 квітня 2024 року було оголошено, що виробництво планується завершити навесні 2025 року. 

### Двигуни
- 2.5 L FB25 H4 182 к.с.
- 2.4 L FA24 H4-T 260 к.с.

## Продажі
До 14 березня 2005 року компанія Subaru продала три-мільйони автомобілів Legacy по всьому світу.
|                           | Японія    | Світ      | Всього    |
| Перше покоління Legacy    | 620,444   | 204,168   | 824,612   |
| Друге покоління Legacy    | 495,471   | 466,354   | 961,825   |
| Третє покоління Legacy    | 434,624   | 467,447   | 902,071   |
| Четверте покоління Legacy | 204,776   | 106,716   | 311,492   |
| Всього                    | 1,755,315 | 1,244,685 | 3,000,000 |
| До 14 березня 2005 року   |           |           |           |